# Dicladolejeunea
Dicladolejeunea là một chi rêu trong họ Lejeuneaceae.